# Arrunt (germà de Tarquini)
Arrunt (en llatí Aruns) va ser germà de Tarquini el Superb.
Es va casar amb Túl·lia Minor (Tullia) que el va assassinar perquè menyspreava la falta de decisió del seu marit i es volia casar amb Tarquini.